# (188) Menippe
(188) Menippe ist ein Asteroid des mittleren Hauptgürtels, der am 18. Juni 1878 vom deutsch-US-amerikanischen Astronomen Christian Heinrich Friedrich Peters am Litchfield Observatory in New York entdeckt wurde.
Der Asteroid wurde benannt nach Menippe, einer Tochter des berühmten Jägers Orion, die anbot, mit ihrer Schwester Metioche zu sterben, als in der griechischen Provinz Boiotien eine Seuche wütete und das Orakel das Opfer zweier Jungfrauen verlangte. Ihr freiwilliges Opfer wurde mit einem Platz am Himmel als Kometen belohnt. Menippe ist auch der Name einer der Nereiden.

## Wissenschaftliche Auswertung
Aus Ergebnissen der IRAS Minor Planet Survey (IMPS) wurden 1992 erstmals Angaben zu Durchmesser und Albedo für zahlreiche Asteroiden abgeleitet, darunter auch (188) Menippe, für die damals Werte von 38,6 km bzw. 0,24 erhalten wurden. Eine Auswertung von Beobachtungen durch das Projekt NEOWISE im nahen Infrarot führte 2011 zu vorläufigen Werten für den Durchmesser und die Albedo im sichtbaren Bereich von 44,6 km bzw. 0,16. Nach neuen Messungen wurden die Werte 2014 auf 35,8 km bzw. 0,24 korrigiert.

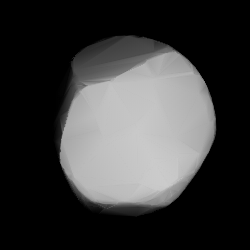
Berechnetes 3D-Modell von (188) Menippe

Nachdem für (188) Menippe bereits 1992 nach Beobachtungen am La-Silla-Observatorium eine Rotationsperiode von 15,97 h veröffentlicht worden war, erfolgten am gleichen Ort weitere photometrische Beobachtungen auch vom 25. Februar bis 5. März 1992. Aus der gemessenen Lichtkurve wurde nun eine Rotationsperiode von 11,97 h abgeleitet. Da die Lichtkurve aber keine vollständige Periode umfasste, konnte auch eine Rotationsperiode von 15,9 h nicht ausgeschlossen werden. Bei Asteroiden mit Rotationsperioden von ungefähr einem halben oder ganzzahligen Erdtag kann an einem Observatorium oft nur eine unvollständige Lichtkurve aufgenommen werden, da in jeder Nacht immer wieder derselbe Abschnitt der Lichtkurve erfasst wird. Vom 2. bis 16. Februar 2010 gab es daher eine Zusammenarbeit zwischen dem Palmer Divide Observatory in Colorado und dem Hunters Hill Observatory in Australien, wodurch eine lückenlose und detaillierte Lichtkurve gewonnen werden konnte. Die Rotationsperiode wurde damit zu 11,98 h bestimmt.
Eine Auswertung von archivierten Lichtkurven ermöglichte einer Forschergruppe in einer Untersuchung von 2011 die genaue Bestimmung der Rotationsperiode zu 11,9765 h, außerdem konnten zwei alternative Lösungen für die räumliche Lage der Rotationsachse bestimmt werden in Verbindung mit einer prograden Rotation des Asteroiden. Neue photometrische Messungen erfolgten vom 28. Februar bis 6. Juni 2020 im Rahmen einer Zusammenarbeit von sechs Observatorien der Grupo de Observadores de Rotaciones de Asteroides (GORA) in Argentinien. Hier wurde die Rotationsperiode mit einem Wert von 11,98 h bestätigt. Aus archivierten Daten und photometrischen Messungen von Gaia DR2 konnte dann 2021 erneut eine Rotationsachse mit prograder Rotation berechnet werden. Die Rotationsperiode wurde wieder zu 11,9765 h bestimmt.
Zwischen 2012 und 2018 wurden mit der All-Sky Automated Survey for Supernovae (ASAS-SN) auch photometrische Daten von 20.000 Asteroiden aufgezeichnet. Auf mehr als 5000 davon konnte erfolgreich die Methode der konvexen Inversion angewendet werden, darunter auch (188) Menippe, für die in einer Untersuchung von 2021 ein verbessertes dreidimensionales Gestaltmodell für zwei alternative Rotationsachsen mit prograder Rotation und einer Periode von 11,9765 h berechnet wurde. Im Jahr 2023 wurde aus photometrischen Messungen von Gaia DR3 erneut ein dreidimensionales Gestaltmodell des Asteroiden für eine Rotationsachse mit prograder Rotation und einer Periode von 11,9760 h berechnet.